# Вали отсюда, Джо
«Вали отсюда, Джо» (англ. Stay Away, Joe) — художественный фильм-драма 1968 года с элементами вестерна. Фильм снят на киностудии «Metro Goldwyn Mayer». Премьера фильма состоялась 8 марта 1968 года.

## Сюжет
Семья Джо Лайтклауда (Пресли) живёт в резервации. Пытаясь помочь своей семье, Джо из племени навахо стремится убедить местных чиновников разрешить индейцам разводить скот.

## В ролях
- Элвис Пресли — Джо Лайткладу
- Бёрджесс Мередит — Чарли Лайтклауд
- Джоан Блонделл — Гленда Каллахан
- Кэти Хурадо — Энни Лайтклауд
- Томас Гомес — Дедушка
- Генри Джонс — Хай Следжер
- Л. К. Джонс — Бронс Ховерти
- Квентин Дин — Мамми Каллахан
- Энн Сеймур — Мисс Хокинс
- Дуглас Хендерсон — Конгрессмен Морисси
- Энгус Дункан — Лорн Хокинс
- Майк Лэйн — Фрэнк Хавк
- Сьюзэн Трастман — Мэри Лайтклауд
- Уоррен Вэндерс — Хайк Брауэрс
- Бак Карталян — Булл Шортган
- Кэтлин Вейлс — Марлен Стэндинг Рэттл
- Мария Кристен — Билли-Джо Хамп
- Дел «Сонни» Вест — Джексон Хе-Кроу
- Дженнифер Пик — Маленький Дир
- Бретт Паркер — Заместитель шерифа Хэнка Мэтсона
- Майкл Келлер — Орвилл Витт

## Саундтрек
Саундтрек к фильму записан на студии «Radio Recorders» в Голливуде, штат Калифорния в октябре 1967 года.

### Состав музыкантов
- Элвис Пресли — вокал
- The Jordanaires — бэк-вокалы
- Скотти Мур, Чип Янг, Чарли Хадж — гитара
- Чарли МакКой — гармоника
- Пит Дрейк — гавайская гитара
- Боб Мур — бас-гитара
- Флойд Крамер, Ларри Мухоберак — фортепиано
- Доминик Фонтана, Бадди Харман — барабаны
- Бутс Рэндольф — саксофон

### Песни (авторы)
1. Stay Away, Joe — (Сид Вейн и Бен Вейсман)
2. Lovely Mamie
3. Dominick — (Сид Теппер и Рой С. Беннетт)
4. All I Needed Was The Rain — (Фред Вайз и Бен Вейсман)
5. Stay Away — (Сид Теппер и Рой С. Беннетт)

«Вали отсюда, Джо» — единственный фильм Элвиса, не сопровождавшийся выходом не только саундтрекового альбома, но и сингла. Фактически, только песня «Stay Away» (спетая к мелодии «Greensleeves»), была выпущена одновременно с выходом фильма на экраны. Песня является «Б»-стороной сингла — «U.S. Male». «Stay Away, Joe» и «All I Needed Was the Rain» несколько лет спустя вошли в альбомы-компиляции: «Let's Be Friends» и «Elvis Sings Flaming Star». Другие треки оставались невыпущенными до смерти музыканта. Дополнительная песня (бонус-трек) — «Goin' Home» была также записана для фильма, но не использовалась в нём. Позже песня вошла в альбом-саундтрек к другому фильму с участием Пресли — Спидвей.
Согласно дискографии Пресли, составленной Эрнстом Джордженсем один из треков не был издан по просьбе самого музыканта. По сообщениям, музыкант не любил песню «Dominick», и поэтому просил, чтобы эта песня никогда не выпускалась. Запись является одной из единственной, которая никогда не издавалась до смерти Пресли.

## Даты премьер
Даты приведены в соответствии с данными kinopoisk.ru.
- США — 8 марта 1968
- Дания — 14 октября 1968
- Финляндия — 25 октября 1968
- Швеция — 30 декабря 1968
- Германия — 28 сентября 1989 (премьера на ТВ)

## Слоган фильма
«Elvis is Kissin' Cousins Again, and also Friends, and Friends of Friends, and Even Some Perfect Strangers!»

## Внешние ссылки
- Stay Away, Joe (англ.) на сайте Internet Movie Database
- «Stay Away, Joe» на сайте «allmovie»  (англ.)
- For Elvis Fans Only Веб-сайт, посвящённый кинолентам Пресли.
- О фильме «Stay Away Joe»  (англ.)

### Рецензии наDVD
- Элвис — Голливудская коллекция (Целующиеся кузены/Девушка счастлива/Пощекочи меня/Вали отсюда, Джо/Немного жизни, немного любви/Чарро!) Архивная копия от 11 октября 2007 на Wayback Machine Рецензия Стюарта Гэлбрейта IV на сайте DVD Talk, 11 сентября, 2007.  (англ.)